# Compensation (finance)
Cet article traite de la compensation comme mécanisme interne au système financier. Pour les mécanismes financiers de compensation pour la protection de la nature, voir les articles Économie de l'environnement ou mesure compensatoire
La compensation est un mécanisme permettant à des banques et des institutions financières, membres d'une réunion (la chambre de compensation) de régler les montants dus et de recevoir les actifs correspondant aux opérations faites en leur nom propre ou pour leurs clients. De fait une transaction, matérialisée par l'achat d'une part, la vente d'autre part, a toujours un débiteur et un créditeur.
Au sens large la compensation (clearing en anglais) est définie par la BRI comme : « le processus de transmission, de rapprochement et, dans certains cas, de confirmation des transactions avant le règlement, incluant éventuellement le netting des transactions et l'établissement des positions finales pour le règlement ».
Dans un sens plus restreint, la compensation (netting en anglais) s'exerce par l'agrégat de toutes les positions (d'achats et de ventes) par type de produit/actif détenu par chaque teneur de compte, et se matérialise par un solde net dû ou à recevoir ainsi que par des flux nets de titres à livrer ou à recevoir vis-à-vis de la chambre de compensation.
Ainsi, les établissements, membres compensateurs, pour les opérations qu'ils font compenser via la chambre, n'ont de flux financiers et de titres qu'avec la chambre de compensation, et non plus face à leurs contreparties initiales sur les marchés. Le risque de contrepartie est assumé alors par la chambre de compensation (principe de la novation en droit anglais ou français, voire de la compensation en droit civil).
Une chambre de compensation (clearing house en anglais et cámara de liquidación en espagnol) est un organisme national ou international qui exécute les paiements en calculant éventuellement des sommes nettes à payer. Une chambre de compensation est constituée d'adhérents compensateurs (member firms en anglais), qui sont garants de la bonne fin des opérations.
On distingue la compensation sur les marchés financiers et la compensation interbancaire. La première porte sur les valeurs mobilières, les marchés à terme, ou le marché des changes. La seconde porte sur les chèques et virements entre banques et met en jeu un système de paiement. La compensation peut concerner des marchés non officiels. Dès 1872, les coulissiers de Paris se dotent de leur propre chambre de compensation, avec une liquidation mensuelle. Les opérations ont lieu au 4 rue Drouot, chez l'un d'eux, M. Barbaut, sur des grandes feuilles où chacun avait noté ses positions.
Dans le cas des valeurs mobilières et des marchés à terme, la chambre de compensation calcule également les quantités nettes (somme des ventes retranchée de la somme des achats) de produits financiers à livrer, et exécute (instruit) les livraisons.
Les chambres de compensations sont qualifiées infrastructures de marché, au même titre que les systèmes de paiement ou de règlement / livraison, les registres centraux de données ou les dépositaires centraux.

## Histoire des chambres de compensation

### Débuts
C'est un financier d'origine italienne, Philippe Burlamacchi qui parait avoir eu l'idée vers 1660.
Les banques ont depuis longtemps utilisé les chambres de compensation pour régler les comptes de paiement ou de "clear" chèques (American English "chèques").
Dès le début du 18e siècle l'avance du système bancaire britannique est notable. À cette époque les représentants des banques se rencontrent physiquement à deux, à l'occasion de tournées dans la même ville, pour comparer et vérifier la masse des effets de commerce venus à échéance les concernant. La banque bleue a en sa possession pour 10 000 £ de billets dont elle doit assurer le recouvrement pour ses clients. En face la banque rouge doit recouvrer 9 000 £. Après contrôle contradictoire du "papier commercial" la banque rouge remet à la bleue 1 000 £ et chaque établissement procède aux opérations habituelles. La remise de monnaie réelle (or, billets de la Banque d'Angleterre) est donc limitée au minimum. Bientôt on y substitue un simple virement. À Londres, un centre de compensation commun pour les banquiers fonctionne journellement à Lombard street, en 1775. C'est la compensation de place où les acteurs financiers sont en face à face, bientôt la confiance réciproque permet la compensation au vu de listes certifiées.
À ses débuts, la Banque de France voulut établir des chambres de compensation dans trois villes de province. Mais ces banques départementales périclitèrent pour des raisons plus politiques et militaires que financières.

### Développement
Aux États-Unis, la banque de Suffolk a ouvert la première chambre de compensation en 1818 à Boston et une autre a été établie à New York en 1850. Une chambre de compensation pour les banquiers a été ouverte à Philadelphie en 1858.
C'est plus récemment, à partir de la fin du XIXe siècle, que les chambres de compensation commencent à être utilisées pour les échanges financiers. Jusqu'en 1899, la bourse de Londres était encore la seule bourse en Europe à utiliser une chambre de compensation « élargie ».
La première bourse aux États-Unis, la Philadelphia Stock Exchange (fondée en 1790), a également été un élément promoteur puisqu'elle a aussi été la première bourse américaine à utiliser un système de compensation. Système qui a commencé à se répandre en 1870. Toutefois, la bourse de New-York (NYSE), beaucoup plus grande, n'avait toujours pas de système de compensation en 1891. La bourse consolidée de New-York (Consolidated) a utilisé des chambres de compensation à ses débuts en 1885. Elle fut en compétition avec le NYSE de 1885 à 1926 et représentait en moyenne 23 % du volume du NYSE. Elle a utilisé les chambres de compensation, obligeant finalement le NYSE à suivre le mouvement (à partir de 1892) afin d'obtenir les mêmes avantages de marché au moins vis-à-vis de la prévention des fraudes et de la renégociation des grands contrats.
Certaines grandes bourses des États-Unis, comme le New-York Coffee Exchange (aujourd'hui le café, le sucre et le cacao) et la Chicago Mercantile Exchange n'ont commencé à utiliser les chambres de compensation pour régler leurs transactions qu'à partir de la deuxième décennie du XXe siècle. Le New-York Coffee Exchange a commencé à utiliser les chambres de compensation en 1914. Le Chicago Mercantile Exchange a commencé à les utiliser plus tard, en 1919.

## Principes
Pour assurer la bonne fin des opérations, la chambre de compensation utilise deux mécanismes, la compensation multilatérale des flux (netting) et la novation :
- la compensation multilatérale des flux (netting) consiste à déterminer le solde à livrer ou à recevoir de chaque membre adhérent, en espèces et en produits financiers ;
- la novation consiste, pour la chambre de compensation, et uniquement sur les marchés dérivés, à se substituer à l'une des deux contreparties d'une opération de gré à gré. Ainsi, la chambre de compensation reçoit tous les flux d'espèces et de produits financiers.

Dans les deux cas, seuls les soldes nets font l'objet d'une livraison, réduisant ainsi le risque de règlement et par extension le risque systémique.
La chambre de compensation se porte garante de la bonne fin des opérations : si un adhérent est défaillant, elle se substitue à lui, à charge pour cet adhérent de se retourner vers le négociateur qui a passé l'ordre, lui-même se retournant contre son client.
La chambre de compensation ne donne l'ordre au conservateur de procéder au règlement/livraison que lorsqu'elle s'est assurée que les adhérents compensateurs possèdent bien, le cash pour les uns, et les titres (ou produits) pour les autres.
C'est donc bien le marché que la chambre de compensation protège, et non chacun de ses intervenants.
Lorsque les opérations sont des opérations à terme (marché des futures, des options de swap, etc.), afin d'assurer son rôle de garant des marchés et de limiter les risques de défaillance, la chambre de compensation, outre un contrôle très strict sur la qualité de ses adhérents, met en place deux mécanismes destinés à s'assurer que les opérateurs ne seront pas défaillants au moment du débouclement :
- dès le lancement de la transaction, elle impose un deposit, aussi appelé marge initiale, qui correspond, en général, à la variation maximale tolérée en une journée sur le marché. Ce déposit sert à garantir le risque résiduel supporté par la chambre de compensation en cas de suspens (opération non dénouée) ;
- quotidiennement, pendant toute la durée de l'opération, elle surveille les différences entre le prix auquel le produit a été acheté ou vendu. En cas de perte potentielle (« latente »), elle procède à un appel de marge, c'est-à-dire qu'elle demande à l'adhérent qui suit cette position perdante de verser une marge additionnelle. La somme des marges appelées auprès des adhérents est par construction égale à la somme des marges restituées à d'autres adhérents.

Les appels de marge sont la propriété de la chambre de compensation pendant toute la durée de l'opération. Si un opérateur ne répond pas, son contrat est immédiatement liquidé par la chambre de compensation. Lorsque la chambre de compensation est efficace, le risque de contrepartie est quasiment supprimé du marché.
Il importe de distinguer soigneusement chambre de compensation et dépositaire central  national ou international en ce qui concerne le domaine des titres. Ce sont deux métiers très différents qui ne se situent pas au même stade de la chaîne de règlement/livraison : le dépositaire intervient après la chambre de compensation pour assurer le règlement/livraison. Euroclear France est un dépositaire central (Central Securities Depositary (CSD)  en anglais), Euroclear Bank ou Clearstream sont des dépositaires centraux internationaux (International Central Securities Depositary (ICSD)  en anglais), tandis que LCH Clearnet est une chambre de compensation.
La récente MIF a instauré une concurrence sévère entre chambres de compensation en Europe, elles ont par conséquent tendance à se développer[réf. souhaitée], contrairement à ce qui se passe aux États-Unis, où DTCC joue un rôle prépondérant.
À la suite de la crise des subprimes, le Groupe des 20 a préconisé lors du sommet de Pittsburgh tenu entre le 24 et le 25 septembre 2009 l'application du principe de la compensation aux dérivés OTC standardisés (dérivés de taux et de dérivés de crédit), afin de réduire le risque de défaillance sur ce marché dont les encours sont devenus considérables.

## Exemple simplifié
- Négociateur :

Achat le 3 mars d'un contrat de taux à 105 % pour 100 000 € (valeur à échéance de juin 105 000 €)
1. Le 10 mars : le contrat vaut 102,7 %
2. Le 11 mars : le contrat vaut 101,2 %
3. Le 12 mars : pas de réponse : liquidation 99,5 % × 100 000 = 99 500 €

- Chambre de compensation :

1. Le 3 mars, déposit de 4 % de 100 000 = 4 000 €
2. Le 10 mars, appel de marge : 2,3 % × 100 000 = 2 300 €
3. Le 11 mars, appel de marge : 1,5 % × 100 000 = 1 500 € à verser avant le 12 à 10 heures
4. Le 12 mars, résiliation du contrat au taux du jour 99,5 %.

Total des couvertures versées : 4 000 + 2 300 = 6 300 €.
Total des pertes : 105 000 − 99 500 = 5 500 €
Ces pertes sont largement couvertes par le déposit et les appels de marges (6 300 €). Le client récupère donc la différence de 800 €.

## Aspects juridiques
Les chambres de compensation sont les contreparties centrales définies au 1 de l'article 2 du règlement (UE) no 648/2012 du Parlement européen et du Conseil du 4 juillet 2012 sur les produits dérivés de gré à gré, les contreparties centrales et les référentiels centraux.
Le principe d'une chambre de compensation repose sur le fait qu'elle s' "interpose" entre l'acheteur et le vendeur de l'instrument ou du produit. De ce fait, elle assume totalement le risque de contrepartie puisque le vendeur se trouve en face de la chambre de compensation et de même pour l'acheteur. Tel est d'ailleurs l'objectif principal d'une chambre de compensation : transférer le risque de contreparties entre acheteurs et vendeurs sur une seule entité, à savoir la chambre de compensation de manière que le défaut de l'acheteur ou de vendeur ne vienne pas remettre en cause l'opération entre les parties, mais aussi que ce défaut ne vienne pas, par effet de domino, provoquer toute une série de défauts des autres membres de la chambre de compensation.
L’interposition de la chambre de compensation peut se fonder sur différents mécanismes juridiques. En France, la nature juridique de ces opérations a fait l'objet de nombreuses discussions, notamment autour de la question de la compensation multilatérale. Au-delà des discussions juridiques, en pratique les chambres de compensation utilisent deux techniques juridiques principales :
- la novation, prédominante en particulier en France (LCH SA) et au Royaume-Uni, et « l’open offer » (« offre ouverte ») utilisée par exemple aux Pays-Bas (Ice Clear Netherlands), en Allemagne (Eurex Clearing AG) et en Italie (Cassa di Compensazione & Garanzia).

Par le mécanisme juridique de la novation, la chambre de compensation se substitue dans les droits et obligations des adhérents compensateurs. En France, la novation est définie à l’article 1329 du Code civil qui consiste en un contrat qui a pour objet de substituer à une obligation qu’elle éteint, une obligation nouvelle qu’elle crée. La novation permet l’extinction totale d’une obligation et son remplacement par une nouvelle obligation. Dans une chambre de compensation, il y a substitution par celle-ci dans les droits et obligations des parties à la transaction originelle.
Le mécanisme juridique de « l’open offer », pour sa part, suit un schéma différent : la chambre de compensation est immédiatement interposée entre l’acheteur et le vendeur dès le moment où l’acheteur et le vendeur se sont mis d’accord sur les termes du contrat. Ainsi, dans le mécanisme de l’open offer, l’acheteur et le vendeur sont réputés n’avoir jamais eu aucune relation contractuelle, contrairement à la novation.
Dans les deux mécanismes, novation et open offer, la chambre de compensation est la contrepartie face à l’acheteur et au vendeur d’origine. La différence entre les deux régimes tient au moment de prise en charge de la garantie de dénouement par la chambre de compensation – au moment de l’exécution pour l’open offer et au moment de la réception de l’opération par la chambre de compensation pour la novation.

## Remarques sur le secret bancaire
De manière générale, le secret bancaire n'est valable que dans la mesure où l'on ne peut pas retrouver le titulaire d'un compte. En effet, il suffit de surveiller les chambres de compensation pour surveiller l'ensemble des transactions financières dans le monde. Les États-Unis ont fait passer en ce sens une loi qui interdit aux banques américaines de travailler avec des organismes financiers ne coopérant pas avec les autorités américaines : le USA Patriot Act.

## Principales chambres de compensation

### En Europe
- LCH.Clearnet (Paris et Londres)
- Eurex Clearing
- Cboe Clear Europe
- EMCF
- SIX x-clear
- ABE Clearing (STEP2)
- STET (SEPA.EU)